# Studio Far Out Games
Far Out Games é um estúdio de desenvolvimento de jogos sediado em Gotemburgo, Suécia. Foi fundado em 2021 por ex-estudantes graças a iniciativa de transformar um projeto acadêmico em um jogo comercial.
O primeiro projeto do estúdio foi Deliver At All Costs, disponível para PlayStation 5, Xbox Series X e Series S e Windows. O jogo, lançado em 22 de maio de 2025, recebeu críticas positivas e é descrito como "um bom esforço inicial de um estúdio em evolução", sendo impulsionado graças a uma colaboração do estúdio com a Konami Digital Entertainment.

## Jogos
- Deliver At All Costs (2025)